# Operace Krkonoše
Operace Krkonoše (či Akce Krkonoše) byla chystaná invaze armád Varšavské smlouvy do Polska v prosinci 1980. Mělo jít o potlačení odborového hnutí Solidarita, které nesouhlasilo s komunistickým zřízením v Polsku. K intervenci armád Varšavské smlouvy však z rozhodnutí Sovětského svazu nedošlo.

## Vývoj v Polsku
Roku 1980 proběhla v Polsku vlna stávek dělníků, které vedl Lech Wałęsa. Provázáním jednotlivých odborů vzniklo hnutí Solidarita. Hnutí vypracovalo seznam ekonomických a politických požadavků, které Polská lidová republika 31. srpna 1980 podepsala. Kvůli protikomunistickému vystupování začala hrozit vojenská intervence, obdobná jako v Československu roku 1968.

## Příprava operace
Na začátku prosince 1980 se 20 sovětských divizí dalo do pohybu k polským hranicím, spolu s nimi ještě jedna divize Národní lidové armády NDR a dvě tankové divize Československé lidové armády. Dvě divize Sovětské armády byly navíc trvale rozmístěné v Polsku. Soustředění vojsk k polským hranicím bylo uváděno jako cvičení vojsk Varšavské smlouvy, avšak vojákům byla vydávána ostrá munice a šlo o přípravu pro ozbrojenou intervenci v Polsku. Celkem se na koordinaci akce podílely tři státy: SSSR, NDR, ČSSR.

## Účast Československa
Dne 6. prosince 1980 vyhlásilo velení ČSLA poplach v posádkách 1. (slánské) a 9. (táborské) tankové divize. Mimořádné spojenecké cvičení dostalo název „operace Krkonoše“. Po opuštění kasáren mířili vojáci na severovýchod k polským hranicím. Celkem se do akce zapojilo cca 17 tisíc vojáků, 540 tanků, 260 bojových vozidel pěchoty a kolem 340 obrněných transportérů. Přesun 1. tankové divize směřoval přes Mělník do vojenského prostoru Mimoň-Ralsko, dále po překročení státní hranice u Harrachova měla pokračovat k polské Zaháni. Zatímco 9. tanková divize mířila do prostoru mezi Jaroměří a Chrudimí, kde se setkala se sovětskou tankovou divizí ze Střední skupiny, která okupovala od roku 1968 Československo. Později měli dle plánu projet hraničními přechody u Žacléře a Náchoda do Polska.
Přesun probíhal za tuhého mrazu po zledovatělých cestách a ukázal bojovou nepřipravenost ČSLA. Mnoho vozidel po cestě zapadlo a muselo přijít na řadu vyprošťování. U hranic vojáci čekali na další rozkazy z Moskvy. Dne 9. prosince 1980 vydal prezident Gustáv Husák rozkaz, aby se jednotky vrátily do kasáren.

## Rozhodnutí o odvolání
Dne 5. prosince 1980 proběhlo jednání Politického poradního výboru v Moskvě. Pro vojenskou intervenci hlasovali Erich Honecker za NDR a Gustáv Husák za Československo. Proti invazi do Polska byli zástupci Maďarské lidové republiky a Rumunské lidové republiky. Vedení Moskvy invazi zamítlo, nejdůležitějším důvodem byla pravděpodobně rok stará agrese vůči Afghánistánu, kde Sověti narazili na odpor a vázali zde část svých divizí.

## Následky
Divize Varšavské smlouvy byly 9. prosince odvolány od polských hranic a vojenská intervence tedy kvůli nařízení z Moskvy neproběhla. Wojciech Jaruzelski ale 13. prosince 1981 vyhlásil válečný stav a potlačil činnost odborových svazů v Polsku. Následkem toho muselo hnutí Solidarita přejít do ilegality.